# Szalki Bernáth Attila
Szalki Bernáth Attila (Szalkszentmárton, 1935. december 22. –)  magyar író,  műfordító,  újságíró.

## Élete
1950-ben származása miatt nem engedték továbbtanulni, így később munka mellett érettségizett 1963-ban. Majd szerzett magyar–történelem szakos tanári diplomát 1969-ben az Eötvös Loránd Tudományegyetemen, majd itt egyetemi doktori címet 1975-ben. Volt földműves, segédmunkás, gépkocsivezető, autó–villanyszerelő és szakmunkásképző iskolai tanár. 1971-től jelentek meg írásai napjainkig.

## Művei

### Prózai –  publicisztikai kötetei
- Karcol(g)atok a műjégtáblára 1995.
- Negyedszázad tanpadon 1996.
- SZENV 1997.

### Kétnyelvű német – magyar és angol - magyar verses műfordításkötetei
- Istenkísértés 2005.
- Nur ein Leben - Csak egy élet 2006.
- Leitwörter - Vezérlőszavak 2007.
- Auch ich versuchte - Megpróbáltam én is 2007.
- Drei Romantiker - Három romantikus 2008.
- 33 Gedichte - 33 Vers 2008. ( Mind magánkiadás )
- Istenkísértő csúcskísérlet Goethe Wanderers Nachtlied ( II. ) c. című versének                       .
- lefordítására Magyartanítás 2009. 3.
- Die Welt ist allezeit schön - A világ mindig szép  Püski Kiadó 2010.
- Gesichter der Verliebtheit - A szerelem arcai  Püski Kiadó 2011.
- Abendlied - Esti dal Könyvműhely 2013.
- Vom Neujahr - bis Silverster - Újévtől-szilveszterig 2015. (magánkiadás)
- Parallele Versübersetzungen - Párhuzamos versfordítások 2019. (magánkiadás)
- Großeltern und Enkelkinder - Nagyszülők és unokák 2019. (online magánkiadás)
- Meine Schätze - Kincseim 2019. (online magánkiadás)
- Leben und Vergänglichkeit -  Élet és mulandóság 2019. (online magánkiadás)
- Weihnacht(en) - Karácsony(ok) 2019. (online magánkiadás)
- Vögel in der deutschen Poesie - Madarak a német költészetben 2019. (online magánkiadás)
- Esel liebt Esel - Szamár szamárt szeret 2019. (online magánkiadás)
- Poet und Poesie - Költő és költészet 2019. (online magánkiadás)
- Goethe versek  2019. (online magánkiadás)
- Goethes Liebesgedichte - Goethe szerelmes versei 2020. (online magánkiadás)
- Nyomot hagytam... - Magyar Elektronikus Könyvtár
- Parallel translations of poems - https://mek.oszk.hu/24600/24680
- Pebbles, pearls - https://mek.oszk.hu/24600/24678
- Nicht nur scherzte Morgenstern... - https://mek.oszk.hu/24600/24679

### Magyar nyelvű fordításkötete
- Napraforgók (Válogatás német költők verseiből) Könyvműhely Kiadó Miskolc 2012.
- A világ versekben (Válogatás négy évszázad német költészetéből) - Magánkiadás 2020.
- Mindennapi verskenyerünk (Válogatás német költészetből) - Magánkiadás 2021.

## Díjai, elismerései
- Az év fordítója 2012. Magyarul Bábelben internetes portál
- Petőfi Sándor Sajtószabadság-díj 2016.
- Magyar Újságírók Közössége
- MAGYAR KULTÚRÁÉRT kitüntetés, Magyar Újságírók Közössége - 2020.